# Дубенко, Александр Васильевич
Александр Васильевич Дубенко (1921—1946) — старший лейтенант Советской Армии, участник Великой Отечественной войны, Герой Советского Союза (1944).

## Биография
Александр Дубенко родился 18 августа 1921 года в посёлке Селезнёвка (ныне — Перевальский район Луганской области Украины) в крестьянской семье. Окончил неполную среднюю школу. В 1940 году Дубенко был призван на службу в Рабоче-крестьянскую Красную Армию. В 1942 году окончил Ворошиловградскую военную авиационную школу пилотов. С декабря того же года — на фронтах Великой Отечественной войны.
К августу 1944 года старший лейтенант Александр Дубенко командовал эскадрильей 622-го штурмового авиаполка 214-й штурмовой авиадивизии 15-й воздушной армии 2-го Прибалтийского фронта. К тому времени он совершил 128 боевых вылетов на штурмовку скоплений боевой техники и живой силы противника, его укреплений и эшелонов.
Указом Президиума Верховного Совета СССР от 26 октября 1944 года старший лейтенант Александр Дубенко был удостоен высокого звания Героя Советского Союза с вручением ордена Ленина и медали «Золотая Звезда».
После окончания войны Дубенко продолжил службу в Советской Армии. Трагически погиб в авиакатастрофе 28 апреля 1946 года.
Был также награждён тремя орденами Красного Знамени, орденами Отечественной войны 1-й степени и Красной Звезды, рядом медалей.
В честь Дубенко названа улица в Селезнёвке.